# Anonymus multivirilis
Anonymus multivirilis är en plattmaskart som beskrevs av Holleman 1998. Anonymus multivirilis ingår i släktet Anonymus och familjen Anonymidae. Inga underarter finns listade i Catalogue of Life.